# Équinoxe
Équinoxe of Equinoxe (Nederlands: "equinox") is het tweede reguliere studioalbum van de Franse musicus Jean-Michel Jarre. Het album werd eind 1978 uitgebracht op Disques Dreyfus (met licentie voor Polydor).

## Tracklist
1. "Équinoxe Part 1" – 2:23
2. "Équinoxe Part 2" – 5:01
3. "Équinoxe Part 3" – 5:11
4. "Équinoxe Part 4" – 6:53
5. "Équinoxe Part 5" – 3:47
6. "Équinoxe Part 6" – 3:23
7. "Équinoxe Part 7" – 7:25
8. "Équinoxe Part 8" – 5:02

## Over het album
De delen 1 tot en met 4 (kant 1 van de langspeelplaat) lopen vloeiend in elkaar over. Na Équinoxe Part 4 valt een kort stil moment, waarna met onweersgeluiden de ritmische begeleiding van Équinoxe Part 5 (het begin van kant 2 van de langspeelplaat) wordt ingezet. Na Équinoxe Part 6 neemt de muziek vloeiend af tot de bas van Équinoxe Part 7 overblijft. Als laatste komt het regenachtige Équinoxe Part 8 (waarvan het begin ook wel Band in the Rain wordt genoemd) met het motief van Équinoxe Part 5 in een langzame versie.
Band in the Rain is live opgevoerd in een versie voor een akoestisch draaiorgel.
Op 16 november 2018, veertig jaar na de release van Équinoxe, kwam een vervolgalbum uit getiteld Équinoxe Infinity.

## Over de muziek
Jarre ontwikkelde zijn geluid, waar meer dynamische en ritmische elementen in voorkwamen. Met name een groter gebruik van sequencing op baslijnen speelde een rol bij deze ontwikkeling. Een groot deel hiervan werd gerealiseerd met behulp van aangepaste apparatuur ontwikkeld door zijn medewerker Michel Geiss.

## Guinness Book of Records
De release werd gevolgd door een concert op de Place de la Concorde, Parijs op 14 juli 1979. Het concert trok 1 miljoen mensen en werd Jarres eerste binnenkomst in het Guinness Book of Records voor het grootste aantal toeschouwers bij een openluchtconcert.

## Singles
Van het album werden twee singles uitgebracht, met als eerste single Équinoxe Part 5, gevolgd door Équinoxe Part 4.

## Instrumentenlijst
- ARP 2600
- EMS Synthi AKS,
- EMS VCS 3
- Yamaha CS-60
- Oberheim TVS-1A
- RMI Harmonic Synthesizer
- RMI Keyboard Computer
- ELKA 707
- Korg Polyphonic Ensemble P Polyphonic Ensemble 2000
- Eminent 310U
- Mellotron
- ARP Sequencer
- Oberheim Digital Sequencer
- Matrisequencer 250
- Geiss Rhythmicomputer (een op maat ontworpen programmeerbare ritmebox)
- EMS Vocoder